# Rue de Luc
Pour les articles homonymes, voir Luc.
La rue de Luc est une voie bayonnaise, située dans le quartier du Grand Bayonne.

## Situation et accès

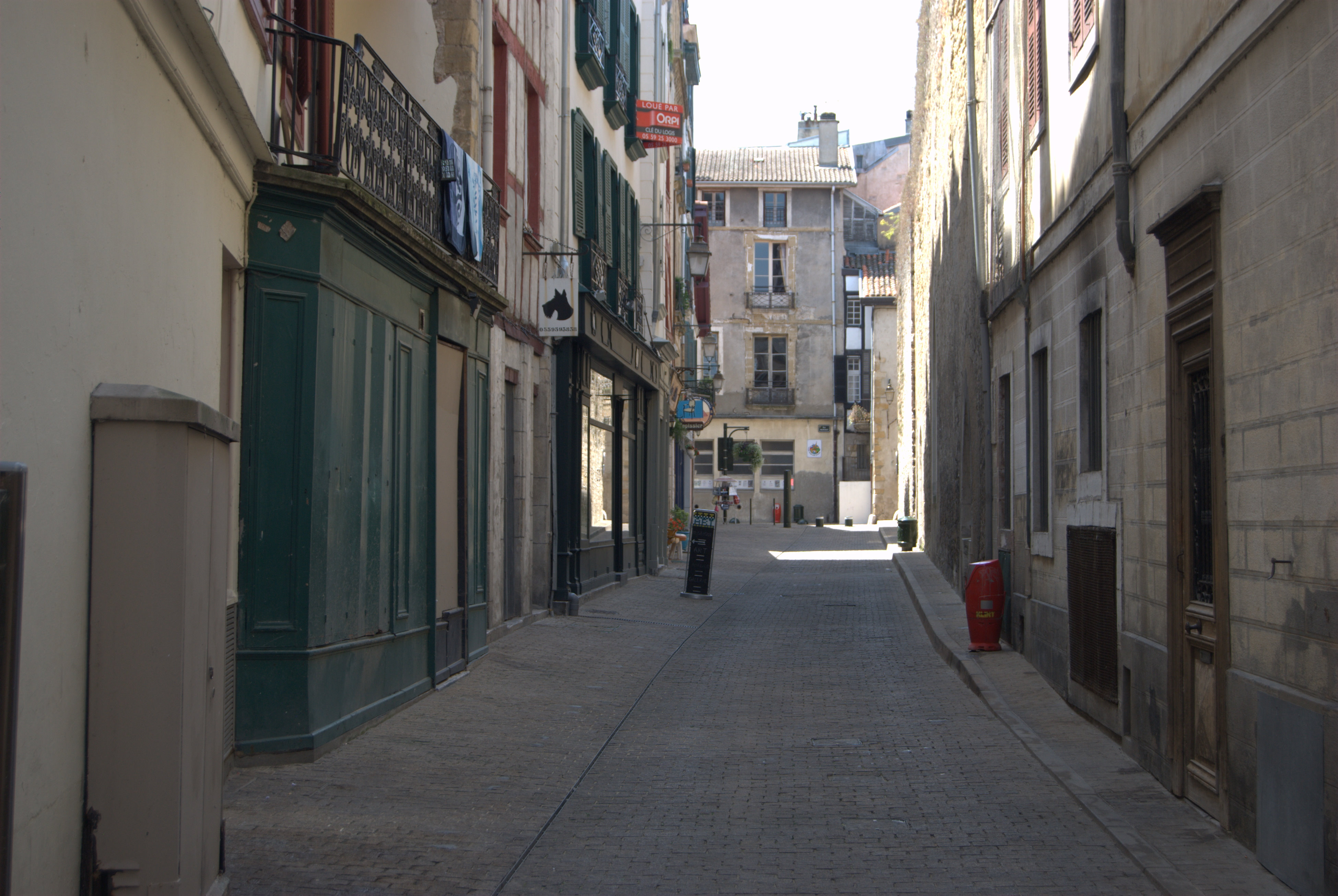
La rue de Luc depuis la rue d'Espagne.

La rue de Luc commence à l'est au carrefour de la rue d'Espagne (perpendiculaire) et de la rue Poissonnerie (prolongement de la rue de Luc vers l'est). Elle finit à l'ouest au niveau de la rue Montaut après avoir longé le cloître de la cathédrale Sainte-Marie,.

## Origine du nom

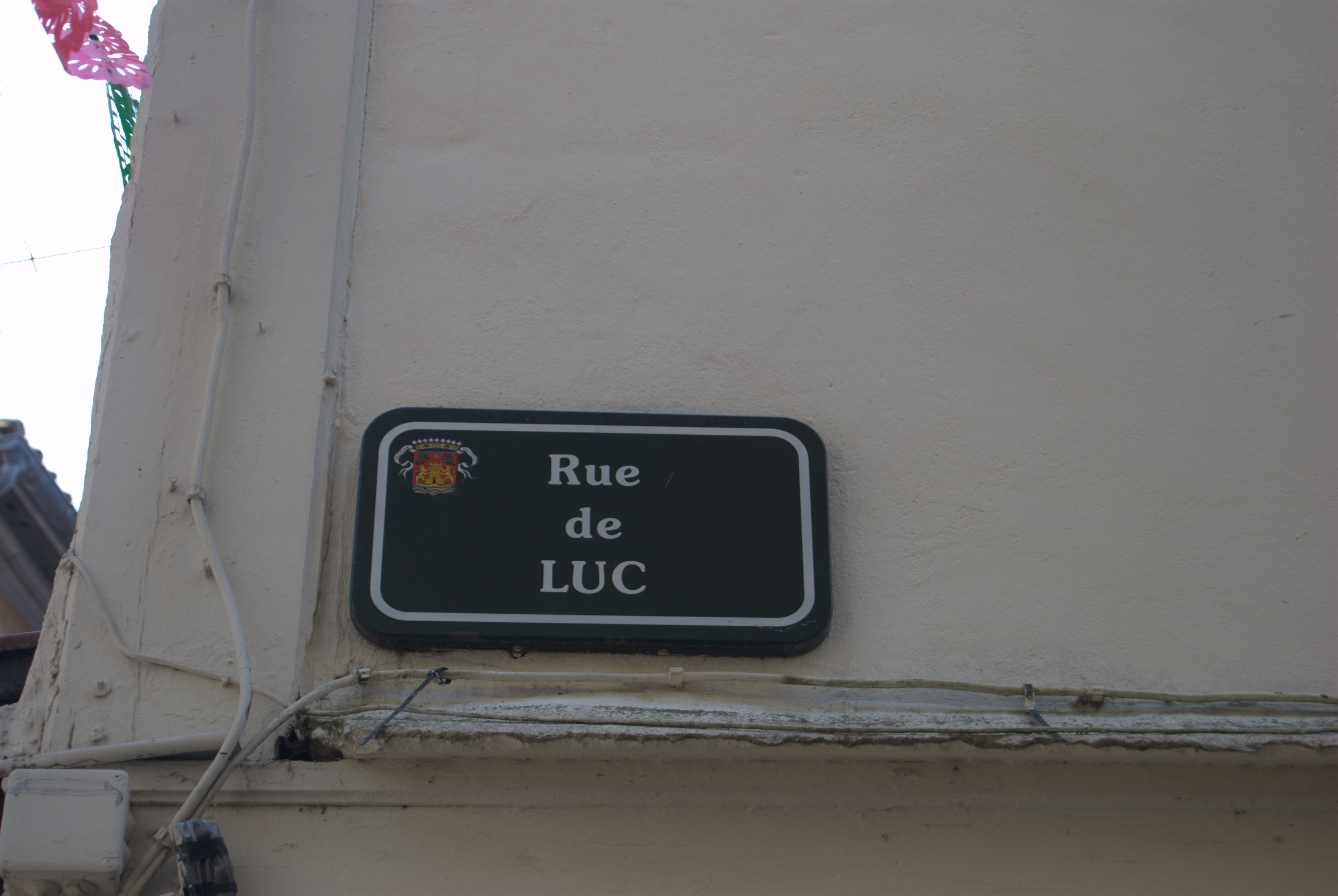
Panneau de la rue de Luc.

Selon Ducéré, le nom de la rue provient de celui des seigneurs de Luc qui vivaient dans la rue au moins depuis le XVIe siècle.

## Historique
La rue devait exister durant le Moyen Âge sous un autre nom car la première date à laquelle il en fut fait mention est 1511. Elle s'est appelée « rue de Franche-Comté » sous Louis XIV.
Les maisons de le rue de Luc furent détruites puis remplacées au XIXe siècle.